# دیدیه دیگارد
دیدیه دیگارد (انگلیسی: Didier Digard؛ زادهٔ ۱۲ ژوئیهٔ ۱۹۸۶) بازیکن فوتبال اهل فرانسه است.
از باشگاه‌هایی که در آن بازی کرده‌است می‌توان به باشگاه فوتبال میدلزبرو، باشگاه فوتبال لو آور، باشگاه فوتبال رئال بتیس، باشگاه فوتبال پاری سن ژرمن، و باشگاه فوتبال نیس اشاره کرد.
وی همچنین در تیم ملی فوتبال زیر ۲۱ سال فرانسه بازی کرده‌است.